# 福井市大安寺幼小中学校
福井市大安寺幼小中学校（ふくいし だいあんじ よう・しょう・ちゅうがっこう）は、福井県福井市岸水町にある公立幼稚園・小学校・中学校の併設校。幼稚園は2023年から休園中。

## 沿革
出典
- 1909年（明治39年） - 開明・成器の両尋常小学校を併合し、大安寺小学校と改称。
- 1919年（大正8年） - 南楢原分教場認可。
- 1932年（昭和7年） - 天菅生地籍に新校舎落成。
- 1941年（昭和16年） - 国民学校令により、大安寺村国民学校と改称。
- 1942年（昭和17年） - 校歌制定。
- 1947年（昭和22年）
  - 4月1日[3] - 学制改革により、福井県坂井郡大安寺村小学校と改称。
  - 5月1日[3] - 福井県坂井郡大安寺村中学校を開設。
- 1948年（昭和23年）6月28日[3] - 16時13分頃に発生した福井地震により、田ノ谷分教場が全壊する被害が出た。
- 時期不明 - 田ノ谷分教場が復旧。
- 1951年（昭和26年） - 組合立川西中学校大安寺分教場設置。
- 1957年（昭和32年）
  - 4月1日[4] - 大安寺村の福井市への合併により、福井市大安寺小学校・福井市大安寺中学校とそれぞれ改称。
  - 時期不明 - 田ノ谷分校に幼稚園併設。
- 1966年（昭和41年） - 福井市岸水町地籍に新校舎落成。
- 1979年（昭和54年） - 校訓「進取・明朗・剛健」制定。
- 1986年（昭和61年） - 大安寺小中学校新校舎落成。
- 1988年（昭和63年） - 大安寺小中学校体育館落成。
- 2001年（平成13年） - タイムカプセル埋設。
- 2002年（平成14年） - 大安寺中学校創設50周年記念式典挙行。
- 2011年（平成23年） - 各教室に扇風機設置。
- 2012年（平成24年） - 放課後児童クラブが発足し、開始。小中学校各学級教室にエアコン設置。
- 2013年（平成25年） - 大安寺幼稚園園歌制定。
- 2014年（平成26年） - 校庭に非常用貯水装置設置。プールのトイレ及び更衣室を改修。
- 2015年（平成27年） - 児童生徒玄関前にLED照明を設置。
- 2016年（平成28年） - 音楽室にエアコン設置。グラウンドの整地。
- 2017年（平成29年） - トイレの洋式化実施。洋式化率は50%。
- 2018年（平成30年） - サポート教室整備。
- 2019年（平成31年・令和元年） - サポート教室にエアコン設置。
- 2022年（令和4年） - 特別教室にエアコン設置。大安寺中学校創立70周年記念式典挙行。
- 2023年（令和5年） - 大安寺幼稚園が休園。

## 通学区域
小学校と中学校の通学区域は同じである。
- 天菅生町
- 岸水町
- 北楢原町
- 四十谷町
- 田ノ谷町
- 南楢原町

## 所在地
- 福井市大安寺小･中学校 - 福井県福井市岸水町16-25-1
- 福井市立大安寺幼稚園（2023年より休園） - 福井県福井市田ノ谷町14-6

## アクセス
- 北陸新幹線・ハピラインふくい線・えちぜん鉄道勝山永平寺線 福井駅から、京福バス 10・14・15・19系統（越前海岸ブルーライン線）、11系統（大安寺線）、16系統（川西三国線）に乗車、小中学校は「四十谷」停留所下車後徒歩約250m、幼稚園は「大安寺門前」停留所下車後徒歩約150m。